# Coquimbo Unido
Club de Deportes Coquimbo Unido ist ein chilenischer Fußballverein aus Coquimbo. Der 1957 gegründete Verein, der bis heute noch nie chilenischer Fußballmeister wurde, spielt derzeit in der Primera División B und trägt seine Heimspiele im Estadio Francisco Sánchez Rumoroso aus, das Platz bietet für 17.800 Zuschauer.

## Geschichte
Der Verein Club de Deportes Coquimbo Unido wurde am 15. August des Jahres 1957 in der Stadt Coquimbo, mit heutzutage ungefähr 160.000 Einwohnern in der gleichnamigen Region im Kleinen Norden Chiles gelegen, gegründet. Nur sechs Jahre nach der Vereinsgründung fand man den Klub dann bereits das erste Mal in der Primera División, der höchsten Spielklasse im chilenischen Fußball. Mit Platz dreizehn gelang auch relativ problemlos der Klassenerhalt, während O’Higgins Rancagua den Gang in die Zweitklassigkeit antreten musste. Auch im Jahr darauf schaffte man mit Platz vierzehn den Klassenerhalt, der 1965 dann aber nicht gelingen sollte. Hier rangierte Coquimbo Unido nach dem Ende aller Spieltage auf dem letzten Platz mit gerade einmal zehn Zählern und ganzen dreizehn Punkten Rückstand auf das vorletzte Unión La Calera und stieg nach drei Jahren wieder in die Primera División B ab.
Es dauerte bis in die späten 1970er-Jahre, ehe man Coquimbo Unido wieder in der Beletage des chilenischen Fußballs finden konnte. Zwischen 1978 und 1980 verlebte der Verein seine zweite Phase der Erstklassigkeit, die wiederum drei Jahre andauerte, ehe der erneute Abstieg hingenommen werden musste. 1984 war man noch einmal für ein Jahr in der Primera División aktiv, stieg aber als Aufsteiger mit dem letzten Tabellenplatz direkt wieder ab.
Nach sieben Jahren Zweitklassigkeit begann ab 1991 die erfolgreichste Zeit in der Vereinsgeschichte von Coquimbo Unido. Nach dem Aufstieg in die Primera División spielte man einen sensationelle Saison 1992 und wurde am Ende Vizemeister, einzig fünf Punkte trennten die Mannschaft von Trainer José Sulantay vom neuen chilenischen Fußballmeister Colo-Colo. Durch den zweiten Platz in der Primera División 1991 war Coquimbo Unido auch für die Copa Libertadores 1992 qualifiziert, was den ersten Auftritt des Vereins im kontinentalen Fußball darstellt. Bei dem Turnier kam jedoch bereits frühzeitig das Aus, nachdem man in einer Gruppe mit den Ligakonkurrenten Colo-Colo und Universidad Católica sowie den beiden argentinischen Vertretern Newell’s Old Boys und San Lorenzo de Almagro nur den letzten Platz belegte, in acht Spielen gerade einmal einen Sieg und ein Remis erreichte und somit schon in der Gruppenphase ausschied. Im gleichen Jahr wurde man im Ligabetrieb Zehnter. In diesen Regionen etablierte sich Coquimbo Unido im Laufe der Neunzigerjahre, obwohl man mehrmals den Klassenerhalt erst über die Relegation zustande brachte. Ein ähnliches Ausrufezeichen wie 1992 setzte Coquimbo Unido noch einmal dreizehn Jahre später. Im Torneo Apertura der Primera División 2005 erreichte man nach Siegen über CD Cobreloa und CD Huachipato das Meisterschaftsendspiel, unterlag dort aber dem favorisierten Unión Española mit 2:4 nach Hin- und Rückspiel.
2007, zwei Jahre nach diesem Erfolg, musste Coquimbo Unido dann die Primera División nach sechzehn Jahren wieder verlassen. Erst im Jahr 2018 gelang den Piraten, wie der Verein im Volksmund genannt wird, die Rückkehr in die erste Liga. Doch nach nur zwei Jahren musste Coquimbo 2020 als Tabellenachtzehnter wieder den Gang in die Zweitklassigkeit antreten. Im gleichen Jahr erzielte Coquimbo den größten internationalen Erfolg seiner bisherigen Vereinshistorie. In der Copa Sudamericana konnte das Team auf dem Weg ins Halbfinale die Mannschaften von Aragua FC und Estudiantes de Mérida aus Venezuela sowie Sport Huancayo aus Peru und Atlético Junior aus Kolumbien eliminieren. Erst im Halbfinale scheiterte Coquimbo am argentinischen Vertreter CSD Defensa y Justicia, die den Titel gewannen. 2021 gelang Coquimbo als Meister der Primera B der Wiederaufstieg. In der Copa Chile scheiterte der Verein erst im Halbfinale an Everton de Viña del Mar. In der Primera División 2022 entging der Klub nur knapp dem Abstieg. Am letzten Spieltag holte Coquimbo einen Punkt gegen CDP Curicó Unido, während die Konkurrenten Deportes La Serena und CD Antofagasta verloren und sprang so vom letzten Tabellenplatz auf den rettenden 14. Platz.

## Erfolge
- Chilenische Vizemeisterschaft: 2× (1991, Apertura 2005)

- Primera División B: 4× (1962, 1977, 2018, 2021)

- Teilnahme an der Copa Libertadores: 1× 1992: Gruppenphase

- Teilnahme an der Copa Sudamericana: 1× Copa Sudamericana 2020: Halbfinale

## Trainer
- José Sulantay (1976–1978, 1980–1983, 1985, 1990–1992, 1994, 1998, 2001–2003, 2010)
- Luis Álamos (1978)
- Francisco Valdés (1991)

## Spieler

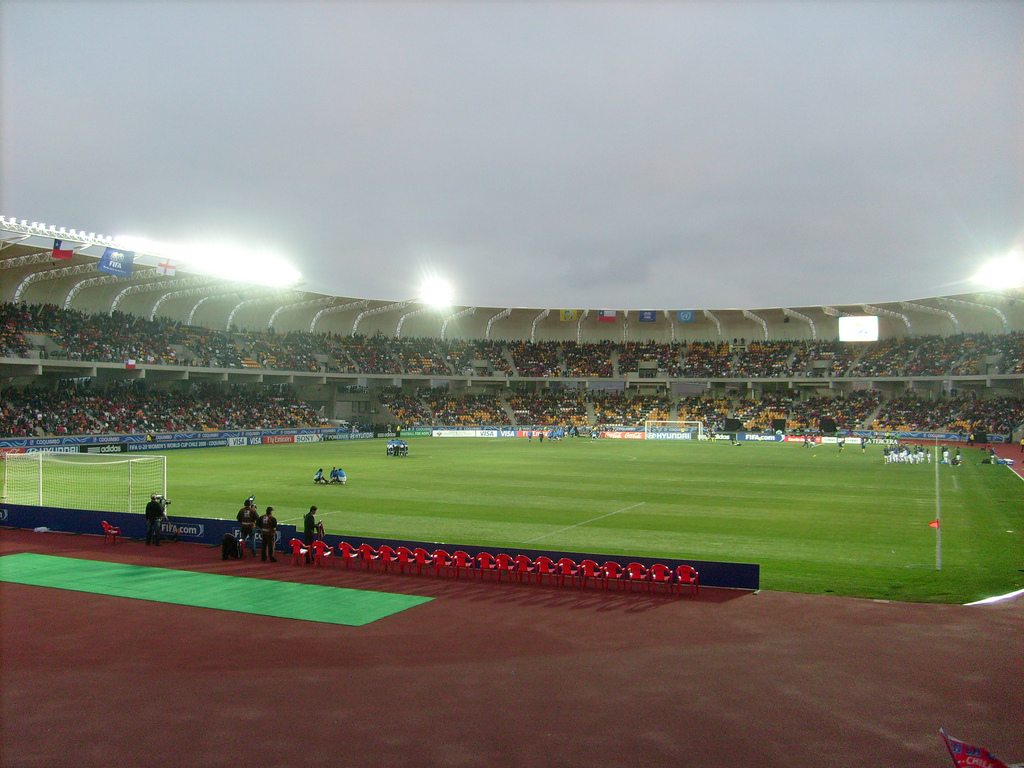
Blick in das Stadion von Coquimbo Unido

- Sergio Ahumada, in Coquimbo geboren und aufgewachsen bei Coquimbo Unido, später Spieler von Colo-Colo sowie Unión Española und WM-Teilnehmer 1974, 1981 letzte Karrierestation bei Coquimbo Unido
- Carlos Carmona, verbrachte seine Karriere als Jugendspieler bei Coquimbo Unido, von 2005 bis 2007 zudem in der ersten Mannschaft, 2010 WM-Teilnehmer, derzeit bei Atalanta Bergamo aktiv
- Luis Fuentes, langjähriger Spieler von CD Cobreloa und sehr erfolgreich mit dem Verein, zudem 27 Länderspiele für Chile zwischen 1998 und 2005, 2009 ein Jahr in Coquimbo, derzeit bei Deportes Iquique unter Vertrag
- José Daniel Ponce, machte insgesamt 24 Länderspiele für die Nationalmannschaft seines Heimatlandes, auf Vereinsebene für Estudiantes de La Plata oder die Boca Juniors aktiv, 1995 Karriereende in Coquimbo
- Alex Varas, mehrfacher chilenischer Nationalspieler, im Laufe seiner Karriere war der Schlussmann unter anderem für Universidad Católica, die Santiago Wanderers und Colo-Colo aktiv, 1996 kurz in Coquimbo
- Jorge Francisco Vargas, 38-facher chilenischer Internationaler, auf Vereinsebene vor allem bei Universidad Católica, Reggina Calcio und Red Bull Salzburg aktiv, 1997 für ein Jahr im Trikot von Coquimbo Unido
- Pedro González Vera, in zwei Perioden bei Coquimbo Unido unter Kontrakt, von 1991 bis 1992 sowie 2005, außerdem langjähriger Akteur von CD Cobreloa sowie Universidad de Chile und 29-facher Nationalspieler Chiles